# 166 Rhodope
166 Rhodope är en asteroid upptäckt 15 augusti 1876 av astronomen Christian Heinrich Friedrich Peters i Clinton, New York. Asteroiden har fått sitt namn efter drottning Rhodope inom grekisk mytologi. På grund av sitt högmod blev kungaparet förvandlade till berg, Rodopibergen.
Den tillhör asteroidgruppen Adeona.